# İnceler
İnceler ist eine Kleinstadt im Landkreis Bozkurt der türkischen Provinz Denizli.
İnceler liegt etwa 60 Kilometer südöstlich der Provinzhauptstadt Denizli und 14 Kilometer südwestlich von Bozkurt. İnceler hatte laut der letzten Volkszählung 2520 Einwohner (Stand Ende Dezember 2010).
Das Verwaltungsgebiet von İnceler gliedert sich in vier Stadtteile, Camiönü Mahallesi, Fatih Mahallesi, Hürriyet Mahallesi und Kayadibi Mahallesi, die jeweils von einem Muhtar verwaltet werden.

## Geschichte
Die Kleinstadt wurde im 13. Jahrhundert von den Seldschuken als İnceler gegründet. Sie wurde nach dem lokalen turkmenischen Bey İnce Mehmet (dt. „Mehmet, der Schlanke“) benannt.